# История Пскова

## Псков в древний период
Псков — один из самых древних городов России. Впервые город упоминается в «Повести временных лет» под 903 годом — в рассказе о том, что когда князь «Игорь вырос, то сопровождал Олега и слушал его, и привели ему жену из Пскова, именем Ольгу». В Комиссионном списке Новгородской первой летописи младшего извода в рассказе о Игоре и Ольге говорится: «и пакы приведе себе жену от Плескова, именем Олгу». В Ипатьевском списке Ипатьевской летописи (ок. 1425 года) говорится: «и приведоша ему жену от Плескова, именемь Ольгу» . Также форма Плесков, характерная для новгородского летописания, употребляется и в Новгородской первой летописи старшего извода, и в Троицком списке Начальной летописи (1408 г.). Лаврентьевская летопись XIV века, в которой язычница Ольга названа христианским именем Елена, приводит форму Псков, характерную для северо-восточного летописания: «и приведоша ему жену от Пьскова именемъ Олену». С XV века форма Псков закрепилась в качестве лингвистической нормы. Княгиню Ольгу верующие псковичи считают своей покровительницей.
По данным археологических исследований первые поселения на территории Пскова появились более двух тысяч лет назад. Артефакты эпохи раннего металла на Псковском городище выделяются в особый период Псков А-1.
К периоду Псков А относится ярус 1, к периоду Псков В — ярусы II-VIII, к периоду Псков Г — ярусы IX-XI.
Серединой — третьей четвертью 1-го тысячелетия до н. э. датируется поселение прибалтийско-финской асвенской культуры на площадке псковского городища (Псков А-1). Связь этого поселения с поселением носителей сетчатой керамики Псков А неясна. Однако после прекращения жизни на поселении носителей асвенской культуры площадка псковского городища пребывала в запустении. Поселения на псковском городище — возвышенном мысу при слиянии рек Великой и Псковы, в северной оконечности Крома (Кремля) — существовали на рубеже нашей эры. Поселения носителей прибалтийско-финской культуры каменных могильников датируются первой половиной 1-го тысячелетия. Обнаруженные у Подзноевых палат прибалтийско-финские языческие захоронения датируются IV—V веками, как и найденные ранее аналогичные захоронения и в местечке Выбуты под Изборском. После запустения поселения Псков А культуры сетчатой керамики площадка псковского городища некоторое время не была заселена.
Два погребения по обряду ингумации в неглубоких ямах, обнаруженные к северо-западу от камерного погребения № 4 на Старовознесенском V раскопе, относятся к типу «каменных эстонских могильников» и датируются VI—VII веками.
Серединой — третьей четвертью 1-го тысячелетия датируется на площадке псковского городища поселение культуры длинных курганов Псков В, оставленное переселенцами с юга. Восемь строительных горизонтов поселения свидетельствуют о долговременном характере посёлка, который был крупным ремесленным центром с населением в несколько сотен человек. Существовавшее в VII — первой половины IX века на площадке псковского городища поселение Псков В было родственно носителям рыугеской культуры. В Пскове, Изборске, Камно, Рыуге, Ладоге и других местах на северо-западе Руси в VIII—первой половины IX века получили распространение литейные формочки из известняка для выплавки украшений, подобных созданным в пражской культуре ранних славян на рубеже VI—VII вв.
По облику материальной культуры Псков В и Изборск не подобны культурам района реки Великой (Повеличье) и Чудского озера (Причудье), но имеют сходство с древностями южнобалтийских славян междуречья Нижней Вислы и Одера. Поселение Псков В погибло в пожаре в начале 860-х годов. Поселения периода Псков В и Псков Г разделены слоем пожара, в котором погибли постройки яруса VIII.
Археологические раскопки в псковском Кремле показали, что в второй половине IX века находившееся там поселение имело земляные и деревянные укрепления. Хотя часть жителей протогородского поселения периода Псков В вошла в состав населения раннегородского образования Псков Г, ни о какой преемственной связи между этими поселениями говорить не приходится.
Сакральный языческий комплекс в районе Ольгинских 5 и 6 раскопов на Завеличье датируется не позднее VIII — последней четверти X века.
Второй половиной IX — первой половиной XI века датируется на псковском городище застройка, представленная деревянными срубными постройками с дощатыми полами на лагах и печью в углу. В последней трети IX века началось освоение южной части Псковского кремля, к середине X века — территории вдоль берега реки Великой, к рубежу X—XI веков — территории вдоль берега реки Псковы.
В Пскове с 1974 года по 2018 год было обнаружено 5 некрополей, которые датируются X веком. В письменных источниках этот период Пскова не освещён.
Площадь поселения Псков Г-I к середине X века достигла 12—15 га, а численность населения увеличилась в 5-7 раз. Находки этого периода свидетельствуют о появлении в городе переселенцев-иммигрантов, в том числе скандинавского происхождения.
В 2008 году на Подзноевском XII раскопе в камерном погребении № 6 были найдены серебряная трапециевидная подвеска с двузубцем на лицевой стороне и птицей с крестом на голове на тыльной стороне, массивный серебряный крест с позолотой, большая восковая свеча. На двузубце между двумя зубцами помещён ключ, что среди знаков Рюриковичей встречается впервые, как и птица с крестом на голове. Знатный мужчина (наместник) мужчина 45—55 лет был погребён полусидя в «кресле» с расписными деталями в большой камере (5,6×5,56 м) до 967 года. В головах и ногах этого человека лежали обезглавленные костяки глухаря и петуха. У юго-западной стены, сохранился фрагмент одежды с многочисленными серебряными пуговицами и деревянный ковш с серебряной, украшенной чернью оковкой венчика. Под ковшом нашли чашечки весов с коромыслом в берестяной упаковке, а под весами — два серебряных дирхама и монетовидный предмет из цветного металла с пятистрочной надписью латиницей. Некоторые предметы, находившиеся сначала на останках погребённого, были перемещены при вторжении древних грабителей, проникших в камеру вскоре после похорон наместника. Видимо мародёры унесли драгоценное оружие, которое по статусу должно было находиться в такой могиле. Костяк погребённого был извлечён из могилы. Лицевая часть черепа мужчины была разбита. Открытое на Старовознесенском I раскопе в районе палат Подзноева в 2003 году камерное погребение № 1, в котором была похоронена в полусидячем положении головой на запад «варяжская гостья» 25—35 лет, также было ограблено, но позже — в период с XIII по XV век. У неё определили митохондриальную гаплогруппу K. Мальчик, сопровождавший захоронение мужчины в камере № 4, был помещён в лодку-долблёнку, девочка в камере № 7 лежала в сундуке.
Всего в 2003—2009 годах в южной части Окольного города в 1,5 км от места слияния рек Псковы и Великой, где находился центр Пскова, близ Старовознесенского монастыря (улицы Некрасова и Советская) на территории площадью 1 га в ходе спасательных археологических работ, связанных с охранными раскопками на месте строительства ресторанно-гостиничного комплекса «Двор Подзноева», нашли 8 камерных погребений Старовознесенского некрополя второй половины X века. В пяти из восьми погребений были найдены цельные складные весы для взвешивания серебра. Комплексы камер Старовознесенского некрополя по составу находок более всего схожи с аристократическими погребениями Киева и Гнёздова третьей четверти X — начала XI века, что прослеживается также в присутствии в них украшений, изготовленных славянскими мастерами в технике зерни и скани. В XII веке на месте этого могильника возникло придорожное поселение. Погребальные сооружения на Старовознесенском могильнике X века демонстрируют технику рубки «в обло». Некрополь на Городецкой возвышенности функционировал в Х — начале XI века. У жительницы Пскова X—XI вв. (образец VK158, Russia_Pskov_7283-18) определена митохондриальная гаплогруппа N1b1a. У жителя Пскова X—XI вв. (образец VK159, Russia_Pskov_7283-20) определена Y-хромосомная гаплогруппа R1b1a1b1a1a2-P312>U152>R1b1a1a2a1a2b2-S206/Z36>A7966>A12417/A7982 и митохондриальная гаплогруппа U2e2a1d.
На подворье Псково-Печерского монастыря в материковой яме, выбитой в скале девонского известняка, найдено погребение взрослого и ребёнка, относящееся приблизительно к X веку, что свидетельствует об освоении в это время территории правого берега реки Великой в районе будущего строительства Мстиславской башни.
В 1974 году произошло открытие курганного кладбища X — начала XI века — на месте будущей столовой Педагогического института нашли погребение, в котором находились костные останки мужчины, наконечник копья, донце берестяного туеса. С 1974 по 1991 год у главного здания современного ПсковГУ (там, где ранее находился вещевой рынок) нашли 73 погребения (40 курганных). 66 погребений были совершены по обряду кремации (трупосожжения), 23 — в урнах. Остальные погребения совершены по обряду ингумации (трупоположения), 2 из них — в погребальных камерах. Курганный некрополь сформировался между двумя участками псковского посада. В центре некрополя находилось святилище. Погребения № 34 и № 48 из Псковского некрополя датируются не ранее конца X — первой половины XI века.
В погребении по обряду кремации из курганного некрополя X—XI веков на территории Мстиславского II раскопа нашли поясной набор из двух десятков бронзовых бляшек и пряжки, который имеет многочисленные аналогии для всех элементов поясного набора в материалах трёх центров художественной металлообработки в окрестностях столицы Первого Болгарского царства Преслава и в материалах памятников с территории Болгарии и Венгрии. На территории бывшей псковской ТЭЦ были проведены археологические раскопки более чем на 3000 м² и обнаружены остатки разделённого руслом бывшей реки Зрачки некрополя X—XI веков, содержавшего в основном погребения по обряду кремации и две ингумации. Курганные насыпи в той или иной мере нарушены хозяйственной деятельностью конца XI—XIII века. Заметный ущерб нанесён массиву некрополя во второй половине XIII века—XIV веке, когда здесь возвели «металлургический квартал». Ингумация на раскопе Мстиславский-IV (Курган 2. Погребение 1) была совершена на деревянном настиле в прямоугольной яме с плоским дном и стенами со слабо выраженной ступенчатостью, размеры в плане до 3,78 м по оси запад — восток на 2,15 м по оси север — юг. В ингумации на раскопе Мстиславский-VI (Курган 2. Погребение 1) погребённый был помещён в деревянную колоду, перекрытую поперечно лежащими досками. Из раскопа Мстиславский-VI происходит подвеска со знаками Рюриковичей. Найденная в Пскове в 2019 году геральдическая подвеска с двузубцем, отлита в той же форме, что и подвеска № 115, найденная в Житомирской области.
В первой половине XI века раннегородское образование Псков Г гибнет в опустошительном пожаре, а уличные трассы возникшего на пепелище раннегородского населённого пункта прокладываются непосредственно по кварталам предшествовавшей застройки. С середины — третьей четверти XI века меняется набор керамики, исчезают предметы северо-европейского происхождения, широко распространяются южнорусские импорты. Именно с появлением этого населённого пункта начинается отсчёт лет современного города Пскова. Слои XI века в непотревоженном виде на территории псковского Кремля не сохранились, так как были уничтожены при проведении масштабных планировочных работ на территории городища, превратившегося после строительства каменной крепости в городской детинец (Кром).
Освоению края способствовало выгодное географическое положение: связь речной системы Псковско-Чудского озера с Балтийским морем, за выход к которому славяне боролись с варягами и чудью (эстами и ливами). Однако именно во время княжения Ольги Псков из укреплённого поселения превратился в город.
Впервые версия о том, что Ольга была простолюдинкой варяжского рода из деревни Выбуты в Псковской земли, расположенной в 12 км от Пскова выше по реке Великой появляется в Пространной редакции Жития святой великой княгини Ольги, написанной духовником Ивана Грозного протопопом Сильвестром в середине XVI века. Имена родителей Ольги не сохранились, но, согласно Житию, они были незнатного рода, «языка варяжского» 
(«ѿ ѩꙁыка варѧжска»). Особое почитание она снискала за начало поощрения христианской веры и государственное строительство. В Лаврентьевской летописи XIV века в «Повести временных лет» впервые сообщается о Пскове в контексте биографии великой княгини Ольги, упоминая факт приведения князю Игорю «жены от Пьскова именем Ольгу».
Следующее письменное упоминание Пскова в «Повести временных лет» датировано 947 годом: «Иде Вольга Новугороду, и устави по Мьсте повосты и дани и по Лузе оброки и дани; и ловища ея суть по всей земли, знамянья, и места, и повосты, и сани её стоять въ Плескове и до сего дне…». Поздняя Степенная книга XVI века рассказывает о первой встрече Игоря с Ольгой в её родной деревне Выбуты (в 12-ти км к югу от Пскова) и об основании княгиней Троицкого собора и города Пскова. В Иоакимовской летописи XVIII века говорится о том, как «Ольга… повелела построить град на берегу Великой реки, и нарекши его Плесков, населить людьми, отовсюду призывая».
Освоение участка на 1-й береговой террасе реки Великой (Климентовский VI раскоп) началось в конце X века. Возвышенная часть на 1-й береговой террасе реки Великой осваивается не ранее рубежа XI—XII веков (Климентовский VI раскоп).
В XI веке — начале XII века Псков находился в составе Киевской Руси. Псков не был княжеской вотчиной, но признавал верховенство киевского князя. Рост влияния Новгорода — проводника политико-административного влияния Киева на Северо-Западе Руси — обусловило включение Пскова в Новгородскую землю. Псков находился в ведении новгородских архиепископа и князя — войскового предводителя, делившего с посадниками исполнительную и судебную власть. Псковские посадники назначались из Новгорода. Новгородское вече предопределяло решения веча псковского. На Мстиславском II раскопе у бывшей псковской ТЭЦ нашли около двух десятков свинцовых пломб, которыми скрепляли мешки с шерстью в разной степени обработки. Одну пломбу получал мешок вычесанной, подготовленной шерсти, затем на мешок с готовой тканью ставили новую пломбу.
Псковичи, имея собственные ресурсы для жизнеобеспечения и, будучи кривичами, отличаясь от потомков ильменских (новгородских) словен, стремились к самостоятельности. В 1036 году псковский князь Судислав был арестован Ярославом Мудрым за неподчинение. Ослабление роли Киева усилило центробежные тенденции.
В 1136 году новгородцы лишили власти внука Владимира Мономаха Всеволода Мстиславовича. Но псковитяне вели собственную политику в своих интересах: в 1137—1138 гг. Всеволод Мстиславович княжил в Пскове и готовил захват новгородского стола, но его смерть предотвратила вооружённый конфликт.
На Ольгинском-9 раскопе в отложениях, относящихся к первому периоду заселения псковского Завеличья (до начала XIII века), найден артефакт из лосиного рога с нанесёнными на него изображениями «знаков Рюриковичей». В теле предмета был просверлен канал, а в задней части — отверстие, соединяющееся с каналом.

## Псковская вечевая республика
Настойчивость политики Пскова вынудила Новгород признать независимость своего младшего брата. При князе Довмонте (в крещении — Тимофей, 1266—1299 гг.) независимость была упрочена, но пока лишь фактически (формально — в 1348 году). Однако в военных альянсах псковичи и новгородцы часто воевали вместе против врага.
Псков не платил дани Золотой Орде.
В 1240 город захвачен тевтонским войском — боярин Твердило отворяет врагу ворота. В марте 1242 город освобождён дружинами Александра Невского. 5 апреля 1242 года произошло Ледовое побоище с участием владимирцев, новгородцев, псковитян и суздальцев. Рыцари были разгромлены, отвоёваны Водь, Луга, Псков, Латыгола и разменяны пленные.
1268 год — Раковорская битва новгородцев, псковитян, суздальцев и тверичей против рыцарей Ливонского ордена и Датской Эстляндии. Полк князя Довмонта преследовал отступающего противника до берега Балтики. В 1269 году Орден предпринял ответный поход, закончившийся безрезультатной 10-дневной осадой Пскова, отступлением рыцарей при приближении новгородского войска во главе с князем Юрием и заключением мира «на всей воле новгородской».
В 1323 году князем Пскова был литовский князь Давыд, в городе усилилось литовское влияние.
Формально Псков отделился от Новгорода в ходе борьбы за преобладание между Москвой и Тверью. В 1327 году великий князь Александр Михайлович Тверской после антитатарского восстания бежал в Псков. Ярлык на великое княжение монгольский хан передал Ивану Калите, потребовав явки беглеца в Орду. Псковитяне не выдали князя Александра. Полтора года он укрывался в Литве, держа связь с Псковом.
Калита не осудил действия Пскова, но сдерживал их через новгородского владыку и московского митрополита. В 1337 году хан Узбек по совету Калиты пригласил Александра Михайловича вернуться в Тверь, таким образом заманив его в будущую ловушку, а в 1339 году вызвал в Орду, где казнил без сопротивления Пскова и Литвы. Таким образом Иван Калита одержал верх над династией тверских князей и упрочил своё влияние в Новгороде и Пскове. В свою очередь Новгород практически утратил влияние на некогда зависимый Псков в пользу его вольности, но и постепенно — в пользу самой Москвы.
К 1348 году относится новгородско-псковский Болотовский договор, который подтверждал фактическое положение дел: посадники избирались псковским вечем; владычные наместники назначались из псковитян; псковитянина не вызывали на суд в Новгород. Примечателен тот факт, что сведения о Болотовском договоре (формально признававшем независимость Пскова) встречаются в Новгородской летописи, тогда как Псковская летопись нигде не упоминает об этом факте, очевидно, потому, что псковичи давно уже были фактически самостоятельными.
Чёрная смерть достигла Пскова в 1351—1352 годах. По словам летописца это привело к усилению религиозности: массовым постригам в монастырь и пожертвованиям имущества церкви. Василий, архиепископ Новгородский и Псковский посетил город во время эпидемии и сам пал её жертвой. За последующие 200 лет Псков пострадал от ещё четырнадцати эпидемий.
После того как Витовт заключил с Ливонским орденом Салинский договор, пообещав поддержку в завоевании Пскова, отношения Литвы с Псковом испортились. Сын Андрея Ольгердовича литовский князь Иван выехал в ВКЛ, и Псков направил послов к великому князю московскому Василию I с просьбой прислать князя. В 1407 году Москва помогла Пскову в борьбе с великим князем Литвы и Руси Витовтом, тестем великого Владимирского и Московского князя Василия.
В 1411 году в Пскове сожгли 12 «ведьм» («двенадцать вещих жонок»), якобы виновных в распространении чумы.
В сентябре 1425 года Псков начал чеканку собственных денег («денги» и «четверетцы»), которые чеканились на протяжении 85 лет (до февраля 1510 года — до присоединения Пскова к Московскому княжеству).
В 1465 году на просьбу псковичей поставить владыкой местного псковитина, великий князь и митрополит ответили отказом «и подариша посла верблудом».
В 1471 году псковичи по приказу великого князя пошли на Новгород. Во главе войска численностью более 1,5 тысяч человек были дьяк Иоанн и Манухна Сюйгин. Псковичи жгли и грабили селения на протяжении 20 верст от своего рубежа. Но затем подверглись неожиданному нападению новгородцев; большая часть псковичей избиты; новгородцы забрали всё ими награбленное и их оружие).
1478 год — псковское войско участвует в походе Москвы против Новгорода. Несмотря на обещание не трогать вольностей Пскова, сразу после взятия Новгорода москвичи, согласно псковской летописи, начали грабить псковичей и угрожать им.
Пограничные споры между Псковом и Дерптским епископством в XIV—XV веках иногда приводили к военным действиям.
В 1480 началась русско-ливонская война, в ходе которой Орден попытался захватить Псков, и окончившаяся новым мирным договором на условиях Москвы.
В течение 1502 года в ходе Русско-литовской войны (1500—1503) войска рыцарей Ливонской конфедерации во главе с магистром Вальтером фон Плеттенбергом дважды безуспешно пытались овладеть Псковом.

## Псков в составе Русского государства
В 1510 году Псков формально добровольно, но фактически под угрозой применения военной силы, был присоединён к Великому княжеству Московскому, которое, после присоединения в 1521 году Рязанского великого княжества стало единым русским государством. Символ псковской независимости — вечевой колокол — был снят и увезён в Москву. Это событие ярко описано в литературном памятнике XVI века — «Повести о Псковском взятии».
Псков стал западным форпостом на пути в Москву. Его пригороды Воронич, Остров, Опочка, Врев, Выбор, Велье и другие стали линиями обороны, призванными защищать рубежи русских земель. Это были крепости, на которые приходились первые удары врага.
В 1565 году, когда царь Иван Грозный разделил Русское государство на опричнину и земщину, город вошёл в состав последней. В 1570 году состоялся Новгородский погром — поход опричного войска во главе с Иваном Грозным на Новгород и Псков. Последовали казни и погромы в Пскове, но, по преданию, от разорения, подобного новгородскому, город спас юродивый Никола Салос. 27 августа 1581 — 4 февраля 1582 гг. — героическая оборона Пскова от войск польского короля Стефана Батория. По приказу воеводы Ивана Шуйского был сожжён посад, у каменной стены Окольного города выстроена деревянная, а между стенами прорыт ров. При артиллерийском обстреле 7-8 сентября в каменной стене образовался пролом, куда ринулись атакующие. Деревянная стена позволила ратникам сдержать натиск. Нападающие заняли Покровскую и Свинузскую башни. На защиту города поднялись все жители: штурм отбили, пролом заделали, Свинузскую башню взорвали. Затем псковитяне отразили 31 приступ и совершили 46 вылазок против неприятеля. Второй штурм состоялся 2 ноября. Его остановили пушкари: на великорецком льду вырос мост из трупов.
Поражение армии Речи Посполитой под Псковом помогла России вернуть по Ям-Запольскому миру Великие Луки, Изборск, другие захваченные города и окончить неудачную Ливонскую войну (1558—1583) в прежних границах.
После восстаний против Василия Шуйского, начавшихся с 1606 года, 2 сентября 1608 года Псков «передался вору», перешёл на сторону Лжедимитрия II. До 1612 года Псков поддерживал самозванца. В Смутное время псковская земля была разорена.
30 июля — 17 октября 1615 года — «Псковское сиденье» — осада Пскова войсками шведского короля Густава II Адольфа. Изначально воеводы Василий Морозов и Фёдор Бутурлин навязали врагу полевое сражение, где погиб командующий Эверт Горн.
С конца XV в. Псков — ведущий партнёр Ганзы. В 1582, 1607 гг. появились немецко-русские разговорники. В Пскове работали купцы Сурожского и Суконного рядов. Первый контролировал торговлю с Азией, второй — с Западной Европой. В Пскове имелись Большой, Льняной, Тверской гостиные дворы и Двор для московских людей.
Объём торговых пошлин со Пскова двукратно превышал новгородский и равнялся московскому.
Во второй половине XVII века отмечается расцвет псковского каменного гражданского зодчества.
В 1650 году в Пскове произошло восстание горожан, вызванное резким ростом цен на хлеб из-за поставок зерна в Швецию. Инициатор Новоторгового устава (1667—1724) А. Л. Ордин-Нащокин в бытность псковским воеводой (1665—1666) вынашивал идеи меркантилизма. Его «17 статей о градском устроении» регулировали беспошлинную торговлю, создание «торговых товариществ» и «ссудного банка».
Начало Северной войны в 1700 году снова придало Пскову роль одного из очагов военных событий. После поражения под Нарвой город становится местом сбора основных сил русских войск. Пётр I придавал особое значение перестройке оборонительных сооружений города, считая вполне вероятным наступление шведских войск в этом направлении. Пётр многократно приезжал в Псков в 1700—1709 гг., а с 4 августа по 2 октября 1700 не отлучался из города.
Стены и башни старой крепости были укреплены бастионами, полубастионами, валами и насыпями для установки на них пушек. Псков стал штаб-квартирой генерал-фельдмаршала Б. П. Шереметьева, отсюда в 1701-05 гг. начинались походы русских войск в Прибалтику.
14 июля 1708 года русские войска окончательно покинули Псков.
По итогам Великой Северной войны расширились границы России, и Псков утратил своё значение оборонительного и торгового центра на северо-западе страны, передав свои функции новой столице России — Санкт-Петербургу — и прибалтийским портам Ревелю и Риге.
С 1777 г. Псков стал центром Псковского наместничества, переименованного в 1796 г. в губернию. В городе появляется плавучий  мост через реку Великую и прямоугольная планировка.

## Осады Псковской крепости
Псковская крепость сыграла выдающуюся роль в Ливонской войне, начавшейся в 1558 году походом московских воевод через Псковскою землю на Прибалтику. Псков стал тогда главной базой русских войск. Но из-за нападения польско-литовского короля Стефана Батория на Полоцк поход не состоялся. Король тогда взял Полоцк, в следующим году — Великие Луки. Во время третьего, последнего похода на Россию польские войска в августе 1581 года осадили Псков. Однако, ни генеральный штурм 8 сентября, ни ещё 30 приступов, ни подкопы под крепостные стены, ни шестимесячная осада не сломили защитников города. Они совершили 46 вылазок, нанося врагам большой урон. Король был вынужден согласиться на переговоры. Его планы дальнейшего похода на Новгород и Москву были сорваны. По мирному договору были возвращены все русские города, захваченные во время войны.
Эта героическая оборона, по оценке Н. М. Карамзина, спасла Россию «от величайшей опасности, и память сей важной заслуги не изгладится в нашей истории, доколе мы не утратим любви к Отечеству и своему имени».
После осады разрушенные башни и стены Окольного города были восстановлены и крепость снова была готова к обороне. Уже через четверть века, в Смутное время, летом 1609 года псковичи решили не пускать в город отряды войск, в составе которых были шведы, приглашённые царём Василием Шуйским для борьбы с Лжедмитрием II. Защитники города отбили их попытки занять город, а затем помогли Яму и Ивангороду. Летом 1611 года 46 дней осаждал Псков Лжедмитрий III, а осенью город на протяжение пяти недель осаждался шведами.
Во время русско-шведской войны (1614—1617) 30 июля 1615 года шведы под предводительством короля Густава-Адольфа вновь подошли к Пскову и осадили его. В первый же день псковичи совершили дерзкую вылазку и убили командовавшего войсками Эверта Горна. Псковские стены не выдержали могучей артиллерии противника, здания в городе горели от раскалённых ядер, но воины и горожане 11 октября отбили ожесточённый штурм шведов. Будущий герой Тридцатилетней войны в Европе ушёл от Пскова «со стыдом многим и с великим срамом». Псков вновь спас Россию, так как по Столбовскому мирному договору Новгород, Старая Русса, Ладога, Гдов и Порхов были очищены от интервентов.
Летом 1650 года псковскую крепость не смогли взять силой даже регулярные царские войска во главе с князем И. Н. Хованским, направленные на подавление вспыхнувшего в Пскове «хлебного бунта».
В 1657 году воеводой во Псков был назначен другой князь Хованский — И. А. Хованский. Под его командованием псковские стрельцы в том же году разбили под Гдовом войска шведского графа Магнуса Делагарди, а 1661 году взяли в плен польского полковника Лисовского.

## XIX век
Во время Отечественной войны 1812 года патриотически настроенные псковичи собрали в фонд ополчения 14 миллионов рублей. Кроме того, город и губерния снабжали действующую армию продовольствием и фуражом.
После крестьянской реформы 1861 года оживляется городская экономика.
10/22 февраля 1859 г. в город пришёл первый поезд из Санкт-Петербурга, в январе 1860 г. открыт участок Псков — Остров; в декабре 1862 г. открыто движение на всём протяжении Петербурго-Варшавской ж. д.
1881 г. — Открытие водопровода.
В 1889 г. открыто движение по Псково-Рижской ж. д. и первый в городе постоянный мост через Великую.
К концу XIX века в городе работает 55 фабрик и заводов
- Здание железнодорожного вокзала, открыто в 1863 году
- Плавучий мост через Великую в конце XIX века
- Псковский трамвай, пущенный в 1912 году, на Сергиевской улице (ныне Октябрьский проспект)
- Храм Александра Невского, освящён в 1908 году

## XX век
В апреле 1900 года во Пскове состоялось организационное совещание по созданию общероссийской рабочей газеты «Искра», в котором приняли участие В. И. Ульянов-Ленин, С. И. Радченко, П. Б. Струве, М. И. Туган-Барановский, Л. Мартов, А. Н. Потресов, А. М. Стопани. В Пскове был создан центр по нелегальному распространению газеты «Искра» и журнала «Заря» по всей России, которым руководил П. Н. Лепешинский.
30 октября 1911 года освящён Ольгинский мост (заложен 14 июня 1909 г.)
1906 — открытие конно-железной дороги (конки).
1911 — проведение первого Всероссийского праздника песни.
1912 — открытие трамвайного движения.
1914-16 — в Пскове располагался штаб Северного фронта, проходившего под Ригой. Город принимает тысячи беженцев и эвакуированные предприятия из Прибалтики.
2 марта 1917 года последний российский император Николай II в царском поезде, задержанном на станции Псков, подписал манифест об отречении от престола в пользу младшего брата Михаила. После получения известия о победе вооружённого восстания в Петрограде и формирования там новой власти 3-4 марта 1917 года в Пскове (несмотря на призыв городской думы к населению соблюдать умеренность и спокойствие) прошли многолюдные митинги, шествия и манифестации рабочих, солдат и других граждан, приветствовавших революцию.
26 октября 1917 года в городе установлена власть Советов.

19 февраля 1918 года исполком Псковского губсовета объявил в городе и окрестностях осадное положение.
23 февраля 1918 года в окрестностях Пскова получили первое боевое крещение части Красной Армии. В настоящее время эта дата отмечается в России и некоторых других странах Ближнего Зарубежья как День защитника Отечества.
С 25 февраля по 25 ноября 1918 года Псков был оккупирован войсками кайзеровской Германии (см.: Занятие немцами Пскова). Во время оккупации германское командование во Пскове создаёт и вооружает Северный корпус — вооружённое формирование белой гвардии, воссоздаёт дореволюционные органы власти (например, Псковскую городскую думу).
25 ноября 1918 года войска торошинского участка 7-й армии РККА с боями заняли Псков. Удерживавшие город белогвардейцы были разгромлены. Немцы же не приняли боя и поспешили отступить.
С 25 мая по 25 августа 1919 года город занимали армия Эстонии и белогвардейские отряды Булак-Балаховича.
В сентябре 1919 года в городе вновь установлена власть Советов.
2 февраля 1920 года подписан Юрьевский (Тартуский) мирный договор, по условиям которого граница РСФСР с Эстонией прошла в 13 км к западу от города в связи с передачей в пользу Эстонии бывшего в составе Псковской губернии псковского пригорода Печоры.
К середине 1920-х годов постепенно было осуществлено восстановление хозяйства Пскова, разрушенного революциями, оккупацией и Гражданской войной.
В 1927 упразднена Псковская губерния. Псков вошёл в состав Ленинградской области и стал окружным городом; с 1930 — центр Псковского района, однако со статусом города областного подчинения; с 1935 — вновь центр Псковского, теперь уже пограничного округа.
1939 — объём промышленного производства (государственная промышленность, в сопоставимых ценах 1926 года) составил 61 млн руб., промысловая кооперация дала продукции на 30 млн руб. На заводах и фабриках вместе с занятыми на предприятиях промышленной кооперации насчитывалось 8 тысяч рабочих.

Великая Отечественная война
Псков был оккупирован гитлеровскими войсками с 9 июля 1941 по 23 июля 1944 года.

В гостинице «Октябрьская» расположился штаб группы армий «Север». На момент захвата Пскова в городе оставалось 10-12 тысяч мирных жителей.
При отступлении Красной армии были взорваны мосты через реку Великую, часть зданий пострадало в результате обстрелов и бомбардировок.
За время оккупации погибло более 3,5 тысяч только мирных граждан, были организованы концлагеря для советских военнопленных. По данным областной комиссии по расследованию злодеяний на территории области, в концлагерях только по городу Пскову погибло свыше 200 тысяч военнопленных.
Оккупационные власти выпускали местные почтовые марки.
1943 — в городе прошёл марш недавно сформированных частей РОА под командованием И. К. Сахарова, распропагандированный оккупационными властями
С августа 1941 по июль 1944 гг. действовала Псковская православная миссия.
4 февраля 1944 г. оккупантами был издан приказ «Об эвакуации». Всё население города подлежало насильственному выселению за его пределы как можно дальше. 11 тысяч псковичей было вывезено в Прибалтику и Германию, из них около трёх тысяч погибло в пути. 23 июля 1944 года войска 3-го Прибалтийского фронта под командованием генерал-полковника И. И. Масленникова вошли в практически пустой город.
В ознаменование одержанной победы 128 и 376 стрелковым дивизиям, 52 отдельному гвардейскому тяжёлому пушечному артиллерийскому краснознамённому дивизиону, 631 армейскому зенитному артиллерийскому полку, 122 армейскому миномётному полку, 38 отдельному моторизованному понтонно-мостовому батальону и 85 отдельному полку связи присвоены наименования «Псковских».
Бо́льшая часть города была разрушена, пострадали как жилые так и административные, промышленные здания, памятники архитектуры, взорваны мосты и дороги.
С 23 августа 1944 г. Псков — центр новообразованной Псковской области.
Послевоенный период
Сразу же после освобождения началось восстановление города, которое было признано завершённым к началу 60-х годов XX века.
- 1945 г. — Постановлением СНК СССР от 1 ноября Псков включён в число 15-ти городов РСФСР, подлежащих первоочередному восстановлению.
- 11 ноября 1945 г. — Постановление СНК СССР «О первоочередных мероприятиях по восстановлению хозяйства города Пскова и Псковской области».
- 20 ноября 1946 г. — Постановление Совета Министров РСФСР «О мероприятиях по охране памятников архитектуры г. Пскова и Псковской области».
- Весной 1947 г. в Псков переведена 76-я гвардейская Черниговская Краснознамённая воздушно-десантная дивизия.
- В Пскове строятся и начинают работу крупные машиностроительные предприятия[81].
- 1956 г. — начало археологических раскопок в Довмонтовом городе.
- 26 сентября 1958 года во время раскопок у здания почты на ул. Советской найдена первая псковская берестяная грамота[82], датируемая А. Зализняком 1180—1200 годами[83].
- 19 марта 1984 г. издан Указ Президиума Верховного Совета СССР "О награждении города Пскова Орденом Трудового Красного Знамени «За успехи, достигнутые трудящимися города в хозяйственном и культурном строительстве, …заслуги в революционном движении, в борьбе с немецко-фашистскими захватчиками…»[84].

## XXI век
16 июля 2006 года прошёл референдум по структуре органов местного самоуправления Пскова). На референдум было потрачено 1 миллион 200 тысяч рублей.
До 2010 года Псков имел статус исторического поселения, однако Приказом Министерства Культуры РФ от 29 июля 2010 г. N 418/339 город был этого статуса лишён.
12 января 2010 года в Екатерининском зале Большого Кремлёвского дворца Президент РФ Д. А. Медведев вручил грамоты о присвоении Пскову, Архангельску и Козельску почётного звания «Город воинской славы». В указе говорится: «за мужество, стойкость и массовый героизм проявленные защитниками города в борьбе за свободу и независимость Отечества присвоить г. Пскову почётное звание Российской Федерации Город воинской славы»  Грамоту из рук Д. А. Медведева получил глава города Пскова И. Н. Цецерский.
В июле 2010 года на площади Победы в Пскове была установлена мемориальная стела «Город воинской славы».
В 2019 году памятники средневекового Пскова были включены в список всемирного наследия ЮНЕСКО.
В ночь с 29 на 30 августа 2023 года Псков был атакован барражирующими боеприпасами. Дроны поразили псковский аэропорт, уничтожив 4 самолёта Ил-76 из 334-го военно-транспортного полка. Наблюдались звуки взрывов и пожар, попытка отразить атаку сопровождалась беспорядочной стрельбой в направлении дронов из разных видов оружия, многие горожане были напуганы. Направление, с которого прилетели боеприпасы, не установлено.